# 越占戰爭 (1611年)
越占戰爭 (1611年)指的是1611年越南阮主與占婆之間發生的戰爭。
這場戰爭的起因是賓童龍占婆攻擊阮主轄下的邊境地帶。阮潢割據内路以後，賓童龍占婆向其臣服，但後來興兵入侵阮主領地。因此阮潢於1611年派主事文封攻打賓童龍，奪取其北部地區，設置富安府（今富安省）。